# Курркони (язык)
Курркони (англ. Gurr-Goni language), также кураконе, короконе, кун-кураконе, кунакораконе, курроконе, кутьетапя (англ. Guragone, Gorogone, Gun-Guragone, Gunagoragone, Gungorogone, Gurrogone, Gutjertabia), — австралийский язык коренных аборигенов, на котором говорит народ курркони в Арнем-Ленд, на севере Австралии.
В 2011 году оставалось около 60 носителей языка, все они были трилингвами поскольку также знали бурарра и кунвиньку. Согласно переписи 2016 года, на языке говорили всего 46 человек.
Несмотря на то, что наккара и тьеппана также входят в пураррскую семью, словарное сходство между языками низкое: 22 % между курркони и тьеппана, 24 % между курркони и тьеппана.